# Lana Del Rey (мини-альбом)
Lana Del Rey — второй мини-альбом американской певицы и автора песен Ланы Дель Рей, выпущенный 10 января 2012 года в США и Канаде под лейблом Interscope Records.
Мини-альбом попал в чарт Billboard 200 21 января 2012 года, заняв 20 позицию после того, как было продано 14 000 цифровых копий. Все четыре композиции были выпущены в виде синглов следующего альбома певицы Born to Die.

## Список композиций
| №  | Название           | Автор(ы)                 | Длительность |
| -- | ------------------ | ------------------------ | ------------ |
| 1. | «Video Games»      | Дель Рей, Джастин Паркер | 4:03         |
| 2. | «Born to Die»      | Дель Рей, Джастин Паркер | 4:45         |
| 3. | «Blue Jeans»       | Дель Рей, Хейни, Дэн Хит | 3:30         |
| 4. | «Off to the Races» | Дель Рей, Тим Лакомб     | 5:01         |

## Создание
В октябре 2011 года Лана Дель Рей подписала контракт на выпуск своего второго студийного альбома с Interscope Records и Polydor Born to Die. Для поднятия интереса к альбому Дель Рей организовала ряд выступлений, таких как концерты в Bowery Ballroom или Chateau Marmont, а также приняла участие в телешоу De Wereld Draait Door и Later... with Jools Holland. Чтобы привлечь внимание к Born to Die ещё сильнее, Interscope Records выпустили мини-альбом в США и Канаде 10 января 2012 года. Четыре трека этого мини-альбома (Video Games, Born to Die, Blue Jeans и Off to the Races) были до этого доступны для покупки в виде синглов на международном рынке.

## Обзоры
Джон Буш в обзоре для AllMusic назвал исполнительницу роковой женщиной с «томным голосом, сексуальным образом и контрактом модели». Он оценил мини-альбом на 2,5 звезды из 5, посчитав его «всего лишь тизером альбома».

## Чарты
| Чарт (2012)                            | Высшая позиция |
| -------------------------------------- | -------------- |
| Canadian Albums (Billboard)            | 18             |
| США Billboard 200                      | 20             |
| США Digital Albums (Billboard)         | 7              |
| США Top Alternative Albums (Billboard) | 6              |
| США Top Rock Albums (Billboard)        | 6              |

## История релиза
| Регион | Дата           | Формат            | Лейбл               | Ист.   |
| ------ | -------------- | ----------------- | ------------------- | ------ |
| Канада | 10 января 2012 | Цифровая загрузка | Universal Music     | [ 15 ] |
| США    | 10 января 2012 | Цифровая загрузка | Stranger Interscope | [ 16 ] |